# میرل یوسا
میرل یوسا (آلبانیایی: Mirel Josa؛ زادهٔ ۱ ژوئن ۱۹۶۳) بازیکن سابق و مربی فوتبال اهل آلبانی است.
از باشگاه‌هایی که در آن بازی کرده‌است می‌توان به باشگاه فوتبال آریس سالونیک، باشگاه فوتبال تیرانا، و باشگاه فوتبال کاوالا اشاره کرد.
وی همچنین در تیم ملی فوتبال آلبانی بازی کرده‌است.